# Lubomír Beneš
Lubomír Beneš (Prag, 7. studenoga 1935. – Roztoky kod Praga, 12. rujna 1995.), češki animator, scenarist i filmski redatelj, najpoznatiji kao stvaratelj poznate animirane serije A je to i suradnik filmske proizvodnje Čehoslovačke televizije.
Rođen je i odrastao u praškom predgrađu Hloubětínu, gdje je pohađao i privatne satove crtanja, slikanja i pisanja. Stop animacijom počinje baviti još za studentskih dana u »Praškom kratkom filmu«. Svoj prvi uradak, naslovljen Homo (čovjek), snimio je u studiju glasovitog češkog lutkara Jiříja Trnke. Režirao je više od stotinu kratkih lutkarskih filmova, uglavnom namijenjenih dječjem gledateljstvu.
Zanimljivost je da se pojavio u manjoj ulozi nagrađivanom kratkom filmu Jana Svěráka Ropáci iz 1988. godine.
Nagrađivan na filmskim festivalima u Odesi, Bilbau, Vancouveru, Kaliforniji i Kataloniji.
Bio je oženjen i imao kćer i sina Mareka, koji je naslijedio redateljsku palicu A je toa.

## Vanjske poveznice
- (češ.)Národní autority České republiky
- (eng.)ISNI
- (eng.)Union List of Artist Names
- (eng.)VIAF